# Alaya Dawn Johnson

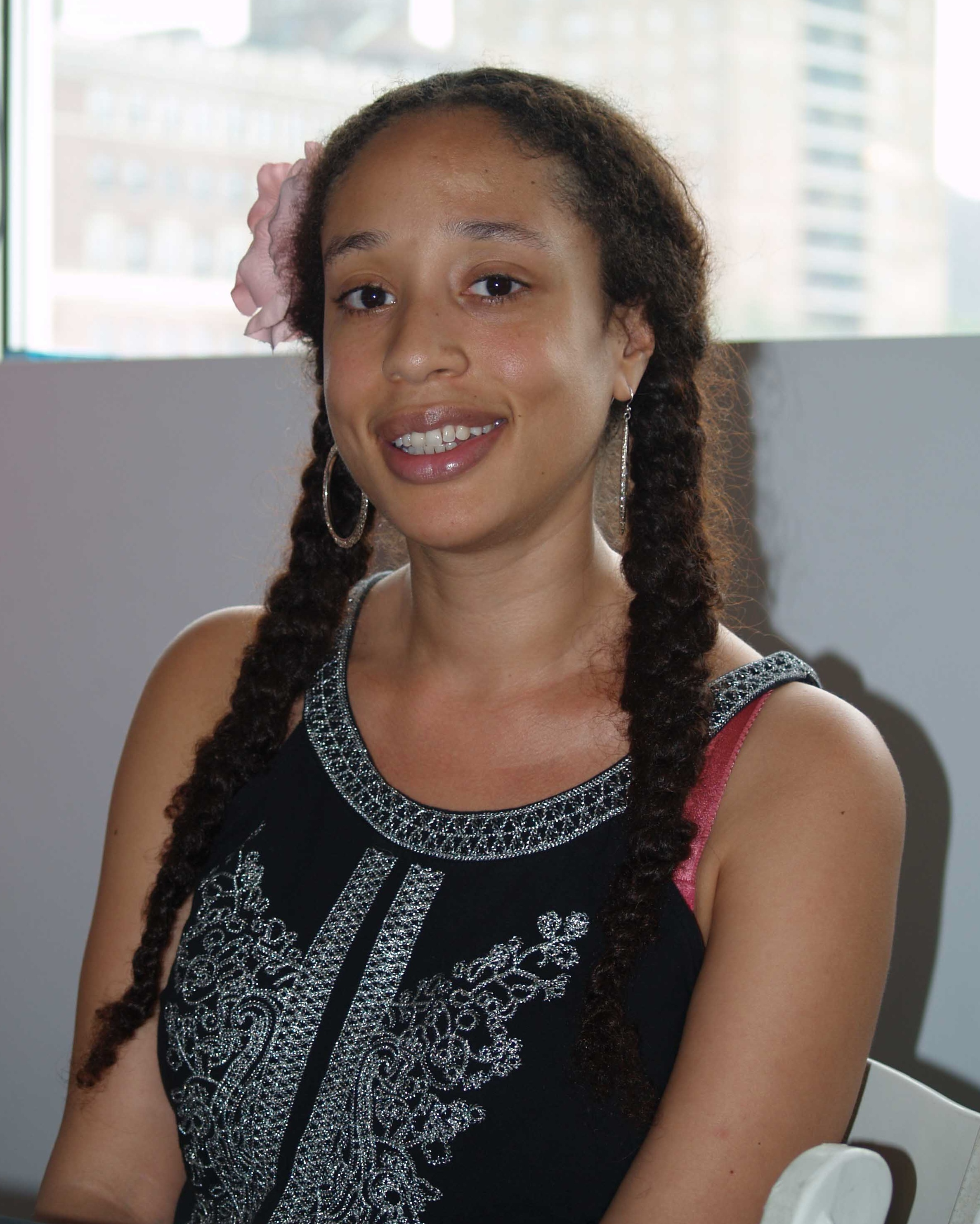
Johnson (2013)

Alaya Dawn Johnson (* 1982 in Washington, D.C.) ist eine amerikanische Schriftstellerin der Genres Phantastik und Young adult fiction.

## Leben
Johnson wuchs in Washington, D.C. auf. 2004 errang sie einen Bachelor of Arts in Ostasiatischen Sprachen und Kulturen an der Columbia University. Seit 2014 lebt sie in Mexiko-Stadt, wo sie 2014 ihren Master in Mesoamerikaforschung an der Universidad Nacional Autónoma de México abschloss.
Johnsons Werke wurden mehrfach ausgezeichnet. Im Jahr 2021 gewann sie den World Fantasy Award (Bester Roman) für Trouble the Saints. Für Love Is the Drug hatte sie 2015 den Andre Norton Award erhalten. Mit A Guide to the Fruits of Hawai’i gewann sie 2015 den Nebula Award (Beste Erzählung).

## Werke (Auswahl)
- The Goblin King, Graphic Universe (Lerner) Februar 2009.
- Detective Frankenstein, Graphic Universe (Lerner), März 2011.
- The Summer Prince, Scholastic/Arthur A. Levine, März 2013.
- Love Is the Drug, Scholastic/Arthur A. Levine, Oktober 2014.
- Tremontaine (Geschichte im Sammelwerk), Saga Press, Mai 2017.
- The Summer Prince, Scholastic/Arthur A. Levine, März 2013.
- Love Is the Drug, Scholastic/Arthur A. Levine, Oktober 2014.
- Trouble the Saints, Tor Books, Juli 2020.
- Reconstruction: Stories (Kurzgeschichtensammlung), Small Beer Press, Januar 2021.
- The Memory Librarian (Novelle, mit Janelle Monáe), Harper Voyager, April 2022.
- The Library of Broken Worlds, Scholastic Press, Juni 2023.

### The Spirit Binders
1. Racing the Dark, Agate Publishing, Oktober 2007.
2. The Burning City, Agate Publishing, Mai 2010

### Zephyr Hollis
1. Moonshine, Thomas Dunne, Mai 2010.
  1. Deutsche Ausgabe: Moonshine – Stadt der Dunkelheit. Übersetzt von Christiane Meyer. Knaur, München 2010, ISBN 978-3426507162.
2. Wicked City, Thomas Dunne, April 2012